# Osterkircherl

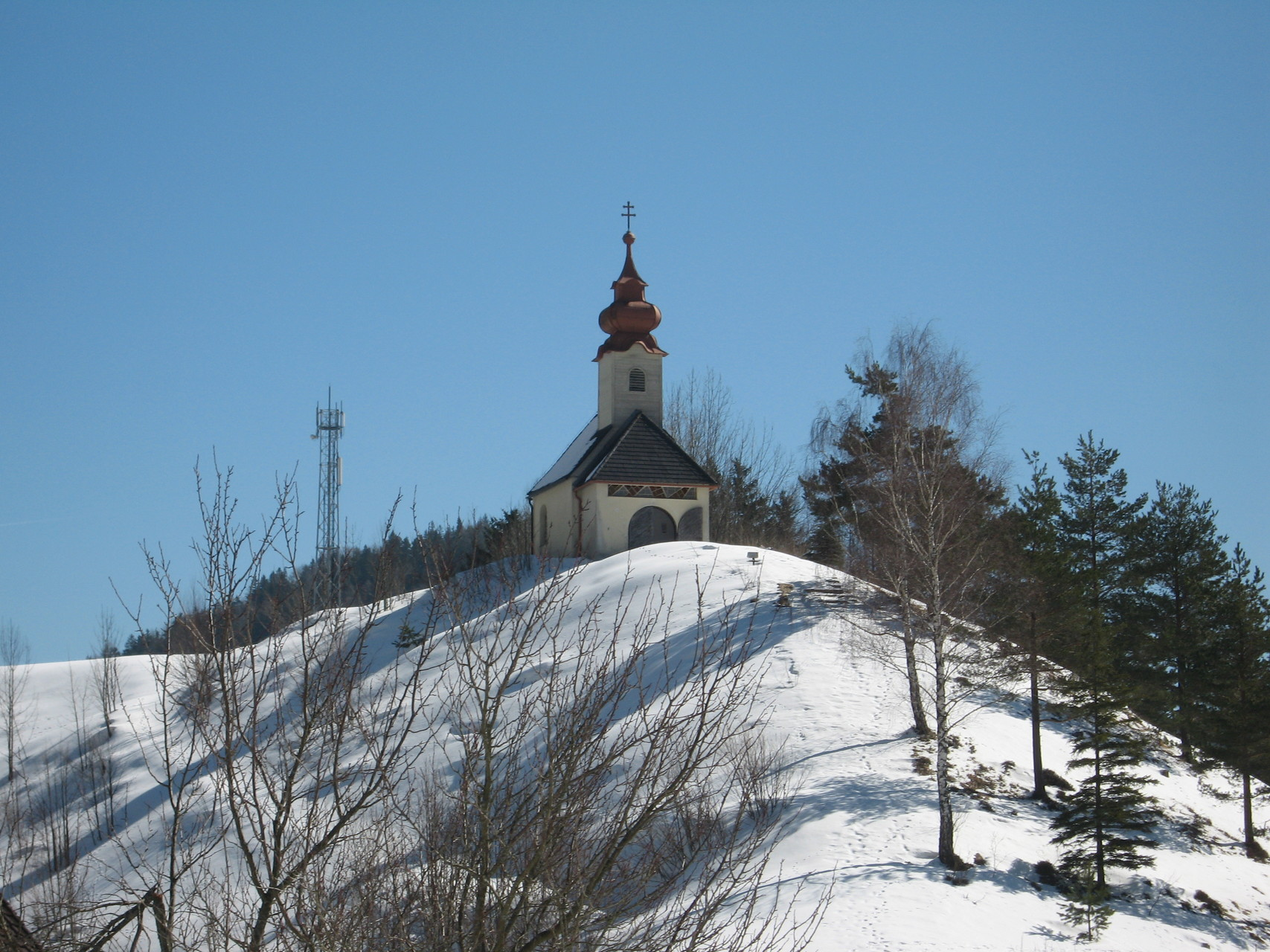
Osterkircherl auf dem Osterkogel in St. Aegyd am Neuwalde

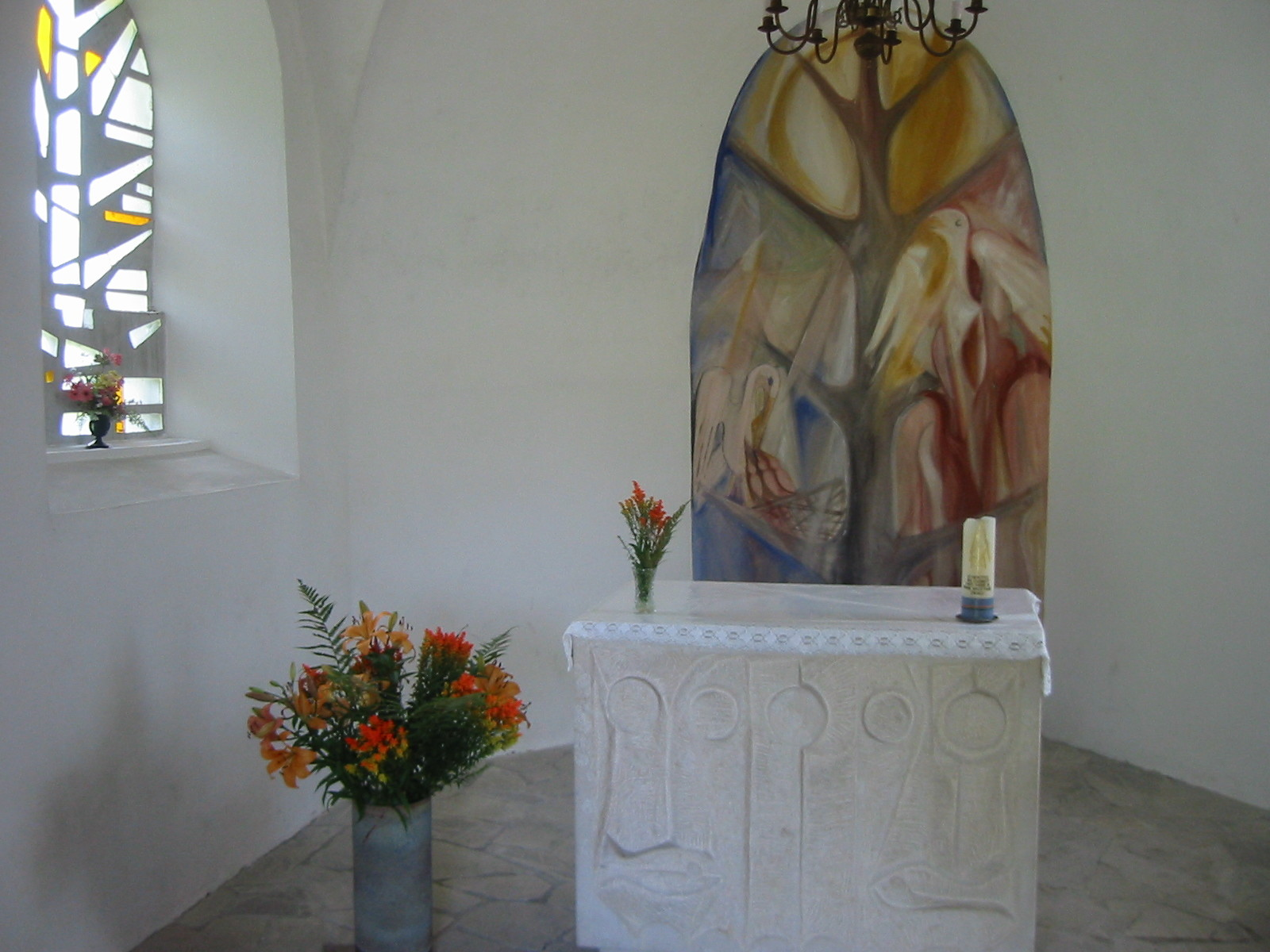
Altarraum mit Osterbild von Robert Herfert

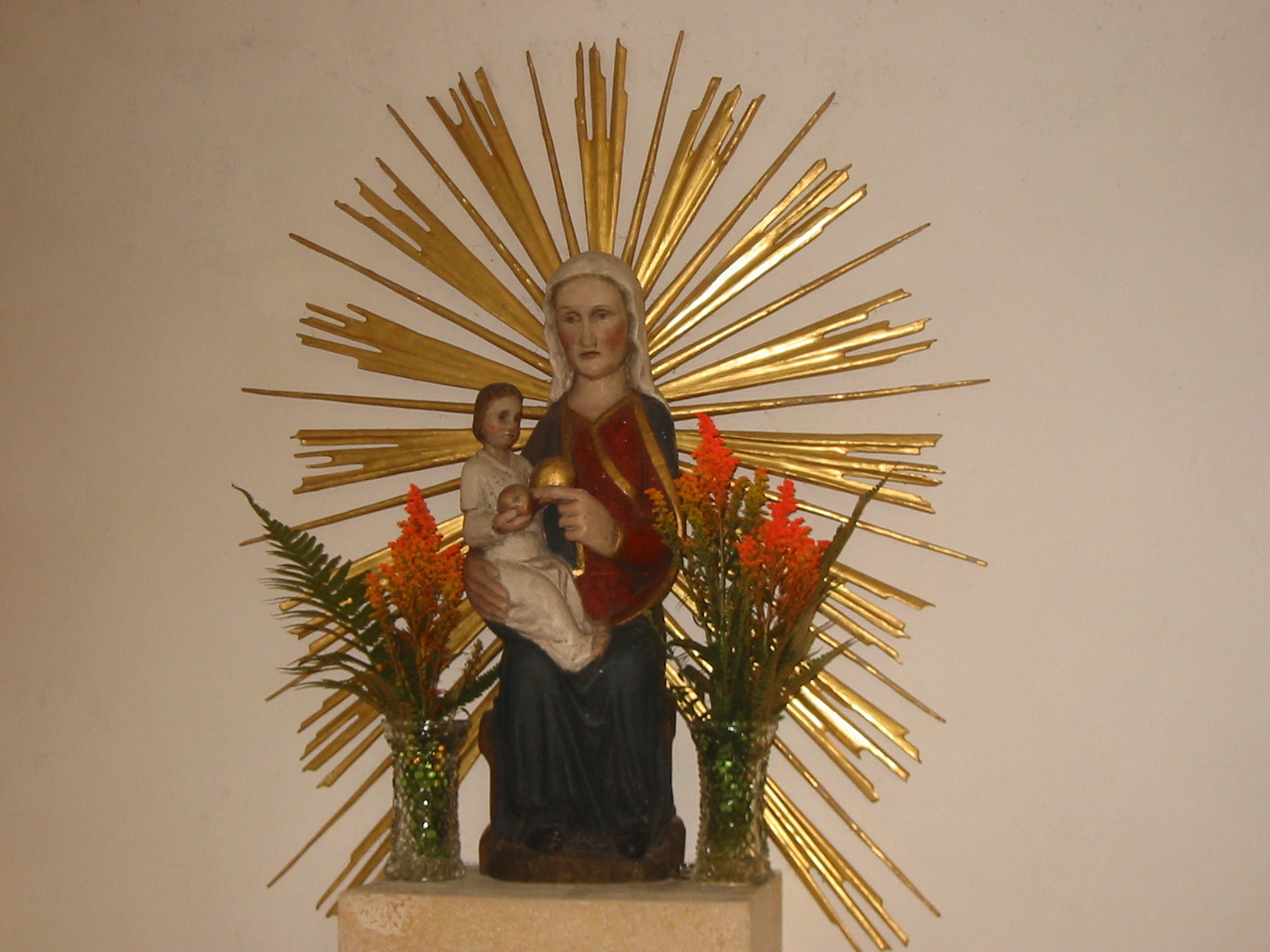
Mariazeller Madonna

Das römisch-katholische Osterkircherl bzw. die Kapelle Zur Auferstehung steht auf dem Osterkogel in der Marktgemeinde St. Aegyd am Neuwalde im Bezirk Lilienfeld in Niederösterreich. Die Kapelle steht unter Denkmalschutz.

## Geschichte
Die Kapelle wurde 1851 von Kaspar Täubl erbaut. Weithin bekannt machte das Kircherl vor allem der Umstand, dass Edeltraud Fulda (1916–2003) (ab 1968 verheiratete Haidinger), die 1950 in Lourdes von einer als unheilbar geltenden Krankheit geheilt wurde, dieses renovieren ließ. Edeltraud Fulda gelobte nach der Heilung, die am 18. Mai 1955 von Kardinal Erzbischof Innitzer von Wien als Wunder anerkannt wurde, in der Nähe von Mariazell eine Kapelle zu errichten. Aus Mangel eines geeigneten Platzes, entschloss sie sich das Kircherl, das ebenfalls auf Grund eines Gelübdes in einer schweren Krankheit erbaut worden war, zu renovieren.
Die 1851 erbaute Kapelle wurde 1938, 1950, 1971 restauriert und zum Teil erneuert.

## Architektur
Der kleine Kirchenbau hat einen Dachreiter mit einem Zwiebelhelm.

## Ausstattung
Der Altar, die zwei Fenster und die Wandmalerei Osterbild mit Pelikan und Phönix hinter dem Altar wurden 1971 von Robert Herfert im Auftrag von Pater Leo (Wilhelm Ketelaars) geschaffen. Links gibt es eine geschnitzte Kopie der Mariazeller Madonna aus dem 19. Jahrhundert und ein Stein aus der Lourdesgrotte in einer schwarzen Metallfassung. Rechts befindet sich eine Reliquie der Hl. Bernadette, umrandet von einem Ölbild von Florian Jakowitsch.